# ستيفن دابايزا ملك البوسنة
كان ستيفن دابايزا ملك البوسنة من عام 1391 حتى 1395 وعضوًا في عائلة كوترومانيك (Kotromanić).

## فترة الطفولة
ربما كان دابايزا ابنًا غير شرعي لـفلاديسلاف كوترومانيك وبالتالي أخًا غير شقيق للملك ستيفن تفرتكو الأول.

## الملك
خلف الملك دابايزا الملك تفرتكو الأول عام 1391. وفي وقت صعوده للسلطة، كانت البوسنة بالفعل تعمل بنظام اللامركزية من قبل طبقة النبلاء شبه المستقلة. وقد حكم عضوا عائلة سانكوفيك، الأمير بيلجاك والدوق راديتش، بشكل مستقل في هام وبوبوفو. وأعطيا كونافلي إلى جمهورية راغوزا وبدأ دوبروفنيك في الغضب على مدينة كوتور وغيرها من المدن الدلماسية من حكم الملك، طالبًا منهم إعادة الموافقة على السيادة العليا للملك المجري سيغيسموند، لكنهم رفضوا. وكان الملك ستيفن دابايزا قد أوفد بالفعل الدوق فلاتكو فوكوفيتش والأمير بافلي رادينوفيك إلى كونافلي عام 1391، وطردوا السانكوفيكيين وقسموا أراضيهم. ومات بيلجاك وأُلقي راديتش في السجن أسيرًا. وهذا ما حدد النهاية الأخيرة لـعائلة سانكوفيك، وهي العائلة النبيلة الصربية الأرثوذكسية الأولى الوحيدة. وبدأ الأتراك العثمانيون في غزو البوسنة مرة أخرى وفي عام 1392 أرسل الملك ستيفن دابايزا الدوق هرفوي فوكسيك، الذي هزم الأتراك بشكل حاسم.
في بقيه فترة حكمه، قضى دابايزا الوقت في التشاجر مع الملك المجري سيغيسموند وملك نابولي لاديسلاوس للسيطرة على كرواتيا ودالماتيا. وتمكن ملك نابولي من كسب نبلاء فوكسيك في صفه. وأخذ فوك فوكسيك، أحد أتباع دابايزا من النبلاء أوستروفيكا وفرانا من إيفانيس باليزنا. ورغب دابايزا في وضع زادار تحت حكمه الأعلى، ولكن عمل فوك لصالح ملك نابولي. واعترف هرفوي فوكسيك بحكم دابايزا الأعلى، مبينًا أنه سيقوم بخدمته طالما كان دابايزا على قيد الحياة، لكنه سيخدم الملك المجري سيغيسموند بعد ذلك.
في بداية عام 1394، رفضت طبقة النبلاء الكرواتيين تحت حكم إيفانيس هورفات، وهي خاضعة لملك نابولي، خدمة الملك دابايزا. فأرسل دابايزا الأمير إيفان راديفوجيفيتش لأخذ أوميس من هورفات كعقاب له. وتحرك الملك المجري سيغيسموند لتدمير كل من هورفات ودابايزا. وتمت محاصرة الجيش المجري وحرق دوبور بالكامل في المجرى السفلي لـنهر بوسنا. وصل دابايزا هناك، واعترف بحكم الملك سيغيسموند وتخلى عن دالماتيا وكرواتيا باسمه، وفي المقابل رشحه الملك المجري أميرًا على إمارة سيزومود.
وتوفي الملك ستيفن دابايزا بعد معاناة مع المرض في 8 سبتمبر 1395 وتولى الملك سيغيسموند السيطرة على البوسنة، ولكن روساج البوسني رشح زوجته، الملكة يلينا جروبا لوجوب اعتلاء العرش.

## الزواج والأطفال
كان دابايزا متزوجًا من يلينا جروبا وكان له منها طفل واحد معروف، وهي ابنة اسمها ستانا، التي تزوجت ابنتها من دوراد راديفوجيفيتش.